# Aknai Péter
Aknai Péter (Pécs, 1973. április 1. –) Cédrus-nívódíjas író, költő.

## Élete
Bokor Margit Anna (Mangi) és Aknai Tamás gyermekeként született. Húga Aknai Luca jogász, nővére Aknai Katalin művészettörténész, egyetemi tanár. Kuntszentmiklóson és Pécsett járt középiskolába, diplomát 2001-ben a Pécsi Tudományegyetemen szerzett. Gyermekkora óta ír, de publikálni csak később, a negyvenes éveiben kezdett. Gyermekkorában rengeteg időt töltött a Duna mellett Géderlakon az édesanyja családjánál. Az itt szerzett élményei nagymértékben meghatározzák írói tevékenységét.

## Magánélete
Három gyermeke született, első házasságából Márton és Balázs, jelenlegi házasságából Réka.

## A Kisbéka anatómiája
Első könyve, A Kisbéka anatómiája 2018-ban jelent meg a Pro Pannónia gondozásában. A Kisbéka egy Duna-parti kuglizó, amely egész életre szóló élményekkel és tapasztalatokkal vértezte fel az egykori falusi srácokat, köztük a kisregény szerzőjét.
„Most, hogy negyven fölött visszatekintek az eddigi szakmáimra, rá kell jönnöm, hogy a Duna-parti kuglizóban szerzett készségeimből élek mind a mai napig. Már kisdobosként (lásd: alsó tagozatos kisiskolás) állogatóként dolgoztam nyaranta a Kisbékában, ahol a velem egyívású falusi srácokon kívül barátom volt az uszálykapitány, az orvhalász, a tornatanár, a kompos. És persze a költő. Tőle tudom többek között, hogy kell evezni a ladikban, bemetszeni a pulykák mellét, hol állt a nyaralónk, amit ’45-ben az oroszok toltak a Dunába, és hogy milyen volt Nemes Nagy Ági néni kontya. Meg, hogy ez az egész azért szép, mert elmúlik.”

## Publikációi
- Bástya utca (portrénovella, litera.hu, 2022. december 7.)
- Lift (novella, (Bárkaonline, 2022. augusztus 16.)
- Cím nélkül (Tábori Csaba festőművész kiállításán elhangzott megnyitóbeszéd szerkesztett változata, 2022. július 1.)
- Töltés (Élet és Irodalom, LXVI. évfolyam, 9. szám, 2022. március 4.)
- Négy csüe-csü (versek, vesfordítások, Napút Online, 2021. július 27.)
- Alfa és ómega (Élet és Irodalom, LXIV. évfolyam, 43. szám, 2020. október 22.)
- Versek (Előretolt Helyőrség, 2020.)
- Ház a fenyők mögött (könyv, novellák, Pro Pannónia Kiadó, Pécs 2020.)
- A partvisfenyő (tárcanovella, szabadpécs.hu, 2019)
- Ady Endre emlékezete (vers, Napút Online, 2019)
- http://www.jelenkor.net/tarca/1252/a-csellomuvesz A csellóművész] (tárcanovella, Jelenkor, 2019)
- Szoszka és a Zsiguli (tárcanovella, KULTer.hu – Alföld, 2019)
- Csuklógyakorlatok (prózarészlet, Irodalmi Jelen, 2018. május)
- A Kisbéka anatómiája (kisregény, Pro Pannónia Kiadó, Pécs 2018)
- Versek (Napút Online, 2018)
- Sztipek nagy napja (novella, Napút Online, 2017)
- Publikációk – versek, novellák; Új Holnap, Forrás, Kortárs, Dunatáj, Napút (2000-)

## Egyéb megjelenések
- Pécs Lexikon – szócikkek, Pécs Lexikon Kulturális Nonprofit Kft., Pécs, 2010
- Echo Pécsi Kritikai Szemle – fotó, kritikák, ECHO Regionális Kultúrafejlesztési Alapítvány
- Fünfkirchen / Pécs – fotók, Verlag Schnell & Steiner GmbH, Regensburg, 2010

## Elismerések
- Cédrus-nívódíj: Sztipek nagy napja (novella, Napút Online, 2017)